# Eleição municipal de Magé em 2020
A eleição municipal da cidade de Magé em 2020 ocorreu no dia 15 de novembro em turno único com o objetivo de eleger um prefeito, um vice-prefeito e 17 vereadores, que serão responsáveis pela administração da cidade para o mandato a se iniciar em 1° de janeiro de 2021 e com término em 31 de dezembro de 2024. 
Originalmente, as eleições ocorreriam em 4 de outubro (primeiro turno) e 25 de outubro (segundo turno, para os municípios acima de 200 mil eleitores), porém, com o agravamento da pandemia do novo coronavírus (SARS-CoV-2), causador da Covid-19, as datas foram modificadas com a promulgação da Emenda Constitucional nº 107/2020.
O processo eleitoral de 2020 está marcado pela sucessão para o cargo ocupado pelo atual prefeito Rafael Tubarão, do Cidadania, que por estar desde abril de 2016 na prefeitura (após a cassação do antecessor Nestor Vidal e renúncia de seu vice Cláudio do Pakera) e ser reeleito no mesmo ano, não está apto a se candidatar a reeleição.
Em 15 de novembro de 2020, o deputado estadual Renato Cozzolino, candidato do PP, foi eleito com 27,13% dos votos válidos, contra 22,78% do ex-deputado Ricardo da Karol, candidato do PSC, e 22,32% do vereador Rogério do Valle, candidato do PL. A vitória de Cozzolino nas urnas, porém, só foi confirmada em 18 de dezembro após o Tribunal Superior Eleitoral acatar o recuso que deferiu sua candidatura, que havia sido impugnada pelo TRE.

## Contexto político e pandemia
As eleições municipais de 2020 estão sendo marcadas, antes mesmo de iniciada a campanha oficial, pela pandemia do coronavírus SARS-CoV-2 (causador da COVID-19), o que está fazendo com que os partidos remodelem suas metodologias de pré-campanha. O Tribunal Superior Eleitoral (TSE) autorizou os partidos a realizarem as convenções para escolha de candidatos aos escrutínios por meio de plataformas digitais de transmissão, para evitar aglomerações que possam proliferar o vírus. Alguns partidos recorreram a mídias digitais para lançar suas pré-candidaturas. Além disso, a partir deste pleito, será colocada em prática a Emenda Constitucional 97/2017, que proíbe a celebração de coligações partidárias para as eleições legislativas, o que pode gerar um inchaço de candidatos ao legislativo. Conforme reportagem publicada pelo jornal Brasil de Fato em 11 de fevereiro de 2020, o país poderá ultrapassar a marca de 1 milhão de candidatos a prefeito, vice-prefeito e vereador neste escrutínio, o que não seria necessariamente bom, na opinião do professor Carlos Machado, da UnB (Universidade de Brasília): “Temos o hábito de criticar de forma intensa a coligação partidária, sem parar para refletir sobre os elementos positivos dela. O número de candidatos que um partido pode apresentar numa eleição, varia se ele estiver dentro de uma coligação, porque quando os partidos participam de uma coligação, eles são considerados como um único partido", afirmou Machado na reportagem.

## Candidatos a Prefeitura de Magé
| Cor | N° | Candidato(a) a prefeito(a) | Partido | Candidato(a) a vice-prefeito(a) | Coligação                                                                                     | Fontes |
| --- | -- | -------------------------- | ------- | ------------------------------- | --------------------------------------------------------------------------------------------- | ------ |
|     | 11 | Renato Cozzolino           | PP      | Dinho Cozzolino (PP)            | Por Um Novo Amanhecer PP e PSL                                                                |        |
|     | 15 | Jane Reis                  | MDB     | Sidney Almeida (MDB)            | A Força Que Vai Movimentar Magé MDB e PROS                                                    |        |
|     | 20 | Ricardo da Karol           | PSC     | Bia Nunes (Podemos)             | Frente Unidos Pela Renovação PSC, PODE, PDT, Republicanos, Solidariedade e PMB                |        |
|     | 22 | Rogério do Valle           | PL      | Miguelzinho (DEM)               | Trabalho e União, Magé no Coração PL, Avante, Cidadania, DEM, PSDB, PTB, PCdoB, PV e Patriota |        |
|     | 33 | Boneco                     | PMN     | Pastor Santoro (PMN)            | Sem Coligação                                                                                 |        |
|     | 55 | Sargento Lopes             | PSD     | Pastor Luiz Antonio (PSD)       | Sem Coligação                                                                                 |        |

## Resultados

### Prefeitura
| Candidato(a)           | Candidato(a)           | Vice                      | 1º turno 15 de novembro de 2020 | 1º turno 15 de novembro de 2020 |
| Candidato(a)           | Candidato(a)           | Vice                      | Total                           | Porcentagem                     |
| ---------------------- | ---------------------- | ------------------------- | ------------------------------- | ------------------------------- |
|                        | Renato Cozzolino (PP)  | Dinho Cozzolino (PP)      | 36.478                          | 27,13%                          |
|                        | Ricardo da Karol (PSC) | Bia Nunes (PODE)          | 30.634                          | 22,78%                          |
|                        | Rogério do Valle (PL)  | Miguelzinho (DEM)         | 30.019                          | 22,32%                          |
|                        | Boneco (PMN)           | Pastor Santoro (PMN)      | 20.429                          | 15,19%                          |
|                        | Sargento Lopes (PSD)   | Pastor Luiz Antônio (PSD) | 8.953                           | 6,66%                           |
|                        | Jane Reis (MDB)        | Sidney Almeida (MDB)      | 7.966                           | 5,92%                           |
| Total de votos válidos | Total de votos válidos | Total de votos válidos    | 98.001                          | 65,17%                          |
| → Votos em branco      | → Votos em branco      | → Votos em branco         | 5.426                           | 3,61%                           |
| → Votos nulos          | → Votos nulos          | → Votos nulos             | 10.477                          | 6,97%                           |
| Total de votos         | Total de votos         | Total de votos            | 150.382                         | 77,69%                          |
| Abstenções             | Abstenções             | Abstenções                | 43.177                          | 22,31%                          |
| Total de inscritos     | Total de inscritos     | Total de inscritos        | 193.559                         | 100%                            |